# Aprostocetus cerricola
Aprostocetus cerricola är en stekelart som först beskrevs av Erdös 1954.  Aprostocetus cerricola ingår i släktet Aprostocetus, och familjen finglanssteklar. Arten är reproducerande i Sverige.